# Paraphymata
Paraphymata is een geslacht van wantsen uit de familie van de Reduviidae (Roofwantsen). Het geslacht werd voor het eerst wetenschappelijk beschreven door Kormilev in 1962.

## Soorten
Het genus bevat de volgende soort:

- Paraphymata saileri Kormilev, 1960